# 1504 Lappeenranta
1504 Lappeenranta (1939 FM) là một tiểu hành tinh vành đai chính được Liisi Oterma phát hiện tại Turku ngày 23/3/1939.